# 3. svibnja u Drugom svjetskom ratu
Drugi svjetski rat po nadnevcima: 3. svibnja u Drugom svjetskom ratu.

### 1945.
- Partizani oslobodili Rijeku od nacističke okupacije.